# Аль-Мутасим Биллах

Династия Аббасидов в IX веке

Абу́ Исха́к Муха́ммад ибн Хару́н ар-Раши́д, известный под тронным именем аль-Мутаси́м Билла́х (араб. المعتصم بالله‎;
октябрь 796 — 5 января 842) — багдадский халиф из династии Аббасидов. При правлении аль-Мутасима Биллаха было подавлено восстание Бабека. Продолжал гонения (михна) на ортодоксальных мусульманских богословов, выступавших против учения мутазилитов.

## Биография
Аль-Мутасим Биллах родился в 796 году в Багдаде. Он был младшим сыном Харун ар-Рашида; матерью его была наложница по имени Марида, тюрчанка из Туркестана. Когда умер отец, он был ещё мальчиком.
Аль-Мутасим рос целеустремлённым и решительным. Пока его старшие братья проводили время с поэтами и певицами, он использовал все свои ресурсы, чтобы набирать солдат, которые были бы верны только ему одному. Весь 815 год он начал собирать армию, в состав которой входили исключительно тюрки. Для этого он сначала скупал багдадских тюрков-рабов, а затем у купцов из Центральной Азии. В результате у него образовалась целостная военная единица из нескольких тысяч человек, дисциплинированная и преданная своему хозяину. Больше ни у кого из членов семьи Аббасидов такого войска не было. Сам аль-Мутасим вырос физически здоровым и очень сильным человеком — он без труда вскакивал с земли на спину лошади.
Постепенно влияние аль-Мутасима росло. Халиф аль-Мамун назначил его наместником Египта и других земель. В момент смерти халифа аль-Мутасим находился рядом с ним, а сын халифа Аббас — на другой границе империи. Точно не известно, назначил ли халиф перед смертью аль-Мутасима своим преемником (вместо собственного сына), или тот просто воспользовался возможностью — но в любом случае Аббас отказался от престола в пользу своего дяди аль-Мутасима и принёс ему присягу.
Аль-Мутасим немедленно прекратил кампанию против византийцев и вернулся в Багдад. Ключевыми фигурами его режима стали командиры тюркского войска Абу Джафар Ашинас, Итах и Афшин.
Осенью 835 года аль-Мутасим перенёс столицу Халифата из Багдада на 100 км вверх по течению Тигра, где им был выстроен город Самарра. В Самарре был создан новый двор, и туда перебралась тюркская армия вместе с чиновничеством.
Тем временем в Халифате образовалось два очага восстаний: в Азербайджане, где Бабек возглавил восстание горцев, и на южном берегу Каспийского моря, где местный правитель Мазьяр пытался сохранить старый образ жизни. Аль-Мутасим отправил армии против обоих. Афшин разбил Бабека, схватил его и 3 января 838 года привёз в Самарру, где тот был казнён. Мазьяр также был разбит и пленён, его поселили в Самарре.
По сообщению Аль-Масуди, византийский император Феофил (в тексте перевода назван Туфилом), выступив со своим войском (в составе которого находились болгары и славяне), «остановился у города Зибатры, на хазарской границе, завоевал его мечом … и совершил набег на окрестности Малатии [Княжество Мелитены]». Местные жители обратились к халифу с просьбой о помощи. В начале апреля 838 года халиф лично повёл армию на Византию. Была без боя взята Анкара, а 1 августа аль-Мутасим начал осаду Амориона — города, где родился сам Феофил. В результате предательства город был взят и разграблен. В честь победы халифа поэт Абу Таммам написал оду, часто считающуюся шедевром нового стиля арабской поэзии.
Разделял воззрения своего брата, аль-Мутасим считал Коран сотворенным и продолжал гонения на ортодоксальных богословов, выступавших против учения мутазилитов.
Напряжённость между старой хорасанской аристократией и новыми тюркскими военачальниками, которых многие считали рабами-выскочками, привела к появлению заговора против халифа. Заговорщики хотели убить аль-Мутасима и посадить на трон сына аль-Мамуна — Аббаса. Однако о существовании заговора стало известно халифу. Он сделал вид, что простил Аббаса и, подпоив его, выведал у него имена всех, кто обещал ему поддержку. По возвращении армии из похода аль-Мутасим уничтожил всех замешанных в заговоре; Аббаса накормили солёной едой, после чего завернули в войлочное одеяло, в котором он и умер от жажды.
В октябре 841 года аль-Мутасим заболел, и в январе 842 скончался. Новым халифом стал его взрослый сын Харун, принявший тронное имя аль-Васик Биллах.